# سیکلید سالوسی
سیکلید سالوسی با نام علمی Pseudotropheus saulosi گونه ای از سیچلایدهای بومی دریاچه مالاوی در شرق آفریقا است که در مناطقی با بسترهای سنگی زندگی می کند. این گونه به عنوان یک ماهی دارف-مبونا طبقه بندی و برای اولین بار در سال ۱۹۹۰ به افتخار Saulos Mwale که بیش از ۳۰۰۰ عدد از نوع را در یک روز جمع آوری کرد نامگذاری شده است. این گونه تنها در ناحیه ای از دریاچه به نام ریف تایوان وجود داشته و در هیچ جای دیگری از دریاچه مالاوی مشاهده نمیشود. این ماهی را می توان در تجارت آکواریوم نیز یافت.
طول این گونه می تواند میتواند به ۸٫۶ سانتیمتر (۳٫۴ اینچ) برسد. ماهی ها زرد رنگ به دنیا می آیند اما با رسیدن به بلوغ، ماهی های نر تبدیل به رنگ آبی با چندین نوار سیاه عمودی می شوند. نرهای کمتر غالب در گله به رنگ آبی کم‌رنگ‌تر هستند و ممکن است برخی از نرهای جوان‌تر با پوشش زرد رنگ با ماده‌ها مخلوط شوند. وقتی نر غالب گروه خاصی را ترک می کند، یکی از این نرهای کمرنگ ممکن است پر رنگ شده و غالب شود.
سیچلاید سالوسی یک ماهی دهان پرور است. ماهی ماده تخم‌ها را تا زمانی که بچه‌ها متولد و قادر به شنا باشند در دهان نگه می‌دارد. این مرحله معمولا ۱۳ تا ۱۸ روز طول می کشد. این گونه ماهی در حیات وحش به شدت در خطر انقراض است. در حال حاضر تلاش‌هایی برای ذخیره‌سازی مجدد صخره‌های تایوان با ماهی های پرورش یافته در اسارت در جریان است.

## همچنین ببینید
- فهرست گونه های ماهی آکواریومی آب شیرین
- مبونا
- پایگاه داده ماهی

## References
1. ↑  Konings, A. (2018). "Chindongo saulosi". IUCN Red List of Threatened Species. IUCN. 2018: e.T61175A47238867. doi:10.2305/IUCN.UK.2018-2.RLTS.T61175A47238867.en.